# Championnat du Paraguay de football 1921
Navigation
Édition précédente Édition suivante
La 15e édition du championnat du Paraguay de football est remportée par le Club Guaraní. C’est le troisième titre de champion du club, son tout premier depuis le doublé de 1905 et 1906. Guaraní l’emporte avec 1 point d’avance sur Club Nacional. Club Sol de América complète le podium. 
Comme souvent pour les saisons du championnat amateur, les résultats complets ne sont pas connus. 
La deuxième division est remportée par l’équipe de Sastre Sport qui revient ainsi en première division. 

## Les clubs de l'édition 1921
| \| Asuncion: · Olimpia · Nacional · Sol de América · Guaraní · Cerro Porteño · River Plate · Atlántida · Triunfo Asuncion Club Presidente Hayes \| Localisation des clubs engagés dans le championnat. |
| Asuncion: · Olimpia · Nacional · Sol de América · Guaraní · Cerro Porteño · River Plate · Atlántida · Triunfo Asuncion Club Presidente Hayes                                                           |

| Club                  | Stade | Capacité | Ville    |
| --------------------- | ----- | -------- | -------- |
| Atlántida Sport Club  | -     | -        | Asuncion |
| Club Cerro Porteño    | -     | -        | Asuncion |
| Club Guaraní          | -     | -        | Asuncion |
| Club Libertad         | -     | -        | Asuncion |
| Club Nacional         | -     | -        | Asuncion |
| Club Olimpia          | -     | -        | Asuncion |
| Club Presidente Hayes | -     | -        | Asuncion |
| Club River Plate      | -     | -        | Asuncion |
| Club Atlético Triunfo | -     | -        | Asuncion |
| Club Sol de América   | -     | -        | Asuncion |

## Compétition

### Classement
| Rang | Équipe                | Pts | J  | G | N | P | Bp | Bc | Diff |
| ---- | --------------------- | --- | -- | - | - | - | -- | -- | ---- |
| 1    | Club Guaraní          | 26  | 18 | . | . | . | .  | .  | 0    |
| 2    | Club Nacional         | 25  | 18 | . | . | . | .  | .  | 0    |
| 3    | Club Sol de América   | 22  | 18 | . | . | . | .  | .  | 0    |
| 4    | Club River Plate      | 21  | 18 | . | . | . | .  | .  | 0    |
| 5    | Club Olimpia          | 21  | 18 | . | . | . | .  | .  | 0    |
| 6    | Club Libertad         | 20  | 18 | . | . | . | .  | .  | 0    |
| 7    | Club Cerro Porteño    | 18  | 18 | . | . | . | .  | .  | 0    |
| 8    | Club Presidente Hayes | 13  | 18 | . | . | . | .  | .  | 0    |
| 9    | Atlántida Sport Club  | 9   | 18 | . | . | . | .  | .  | 0    |
| 10   | Club Atlético Triunfo | 5   | 18 | . | . | . | .  | .  | 0    |

| Légende : Qualifications et relégations | Légende : Qualifications et relégations |
| --------------------------------------- | --------------------------------------- |
|                                         | Champion du Paraguay                    |
|                                         | Relégation en deuxième division         |
|                                         | (T) : Tenant du titre (P) : Promus      |

## Bilan de la saison
| Championnat du Paraguay de football 1921                             |                         |
| Champion                                                             | Club Guaraní (3e titre) |
| Promotions et relégations                                            |                         |
| Promus en Primera División                                           | Sastre Sport            |
| Relégués en Championnat du Paraguay de football de deuxième division | Club Atlético Triunfo   |